# Tiffany McDaniel
Tiffany McDaniel (Ohio, 1985) è una scrittrice statunitense.

## Biografia e carriera
Di origini Cherokee, è cresciuta a Circleville, Ohio e ha iniziato a scrivere in giovane età, ispirata da autrici quali Shirley Jackson e Flannery O'Connor.
Dopo numerosi rifiuti editoriali, ha pubblicato nel 2016 il suo primo romanzo, L'estate che sciolse ogni cosa, ambientato, come i successivi Il caos da cui veniamo (2020) e Sul lato selvaggio (2023), nell'immaginaria cittadina di Breathed, nell'Ohio degli anni Ottanta.
Nel 2024 ha dato alle stampe il suo primo romanzo per ragazzi, Un cielo pieno di draghi, primo volume di una serie fantasy.
Tutte le sue opere sono pubblicate in Italia dalla casa editrice di Roma Atlantide.

## Opere

### Narrativa
- L'estate che sciolse ogni cosa [The Summer That Melted Everything], traduzione di Lucia Olivieri, Roma, Atlantide, 2017  [2016],  p. 390, ISBN 9788899591144.
- Il caos da cui veniamo [The Chaos We've Come From / Betty], traduzione di Lucia Olivieri, Roma, Atlantide, 2021  [2020],  p. 432, ISBN 9791280028099.
- Sul lato selvaggio [On The Savage Side], traduzione di Luca Briasco, Roma, Atlantide, 2021  [2020],  p. 384, ISBN 9788899591397.
- L’eclisse di Laken Cottle [The Eclipse of Laken Cottle], traduzione di Clara Nubile, Roma, Atlantide, 2022  [2022],  p. 294, ISBN 9788899591595.

#### CicloI Paladini della Bacchetta
1. Un cielo pieno di draghi [The Wand Keeper: A Sky Full of Dragons], collana Blu Atlantide, traduzione di Luca Fusari e Sara Prencipei, illustrazioni di Ayesha L. Rubio, Roma, Atlantide, 2024,  p. 352, ISBN 9791256420001.
2. Spella e il mistero della mummia [The Wand Keeper: The Mummy Snatcher Curse], collana Blu Atlantide, traduzione di prossima pubblicazione in Italia, illustrazioni di Ayesha L. Rubio, Roma, Atlantide, 2025  [2025],  p. 352.

### Poesia
- Queste voci mi battono viva [These Voices Beat Me Alive], traduzione di Simone Caltabellota, Roma, Atlantide, 2018  [2018],  p. 288, ISBN 9788899591274.